# 지보고등학교
지보고등학교는 경상북도 예천군 지보면에 있었던 공립 고등학교이다.

## 학교 연혁[1]
- 1974년 12월 27일 : 개교
- 2014년 2월 28일 : 40년만에 폐교

## 같이 보기
- 지보중학교